# قطع الأشجار غير القانوني في مدغشقر

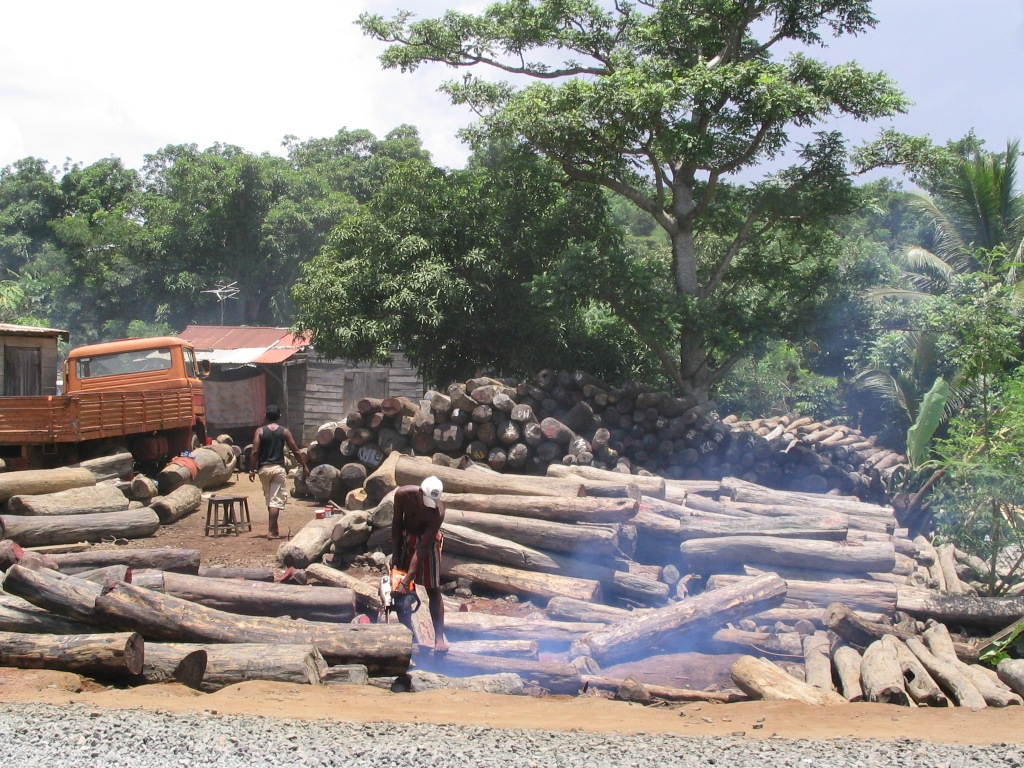
قطع أشجار خشب الورد بصورة مخالفة للقانون منتزه ماسولا الوطني ومتنزه ماروجيجي الوطني، وبلغ الاستغلال والإساءة ذروتهما عام 2009 خلال الأزمة السياسية التي عصفت بالبلاد.

يُمثل قطع الأشجار غير القانوني مشكلة في مدغشقر، فقد استمر لعقود بسبب الفقر المدقع والفساد الحكومي. تُنتقى غالبًا الأشجار المناسبة لقطعها والتجارة فيها، أدت هذه التجارة إلى ارتفاع الطلب الدولي على الأخشاب غالية الثمن ودقيقة الحبيبات مثل خشب الورد وخشب الأبنوس. نظمت حكومة مدغشقر على مر التاريخ عملية قطع الأشجار وتصديرها، على الرغم من منع قطع الأشجار ذات الأخشاب الصلبة النادرة بشكل صريح من المناطق المحمية في عام 2000. ومنذ ذلك الوقت، تناوبت قرارات ومذكرات الحكومة بشكل متقطع بين السماح بتصدير الأخشاب الثمينة ومنعها. ذُكر أن السبب الأكثر شيوعًا للسماح بالصادرات الخشبية هو إنقاذ الأخشاب القيمة من أضرار الأعاصير، على الرغم من وقوع هذا السبب تحت الرقابة الشديدة. خلق التوافر المتذبذب لخشب الورد المدغشقري والأخشاب الثمينة الأخرى سوقًا لارتفاع وانخفاض الأسعار، ما سمح للتجار أو «بارونات الخشب» بتخزين جذوع الأشجار بشكل غير قانوني أثناء عمليات المنع الدورية، ثم إغراق السوق عند فتح النوافذ التجارية ورفع الأسعار. قُطعت أكثر من 350 ألف شجرة بشكل غير قانوني في مدغشقر بين عامي 2010 و2015، وفقًا لشبكة مراقبة تجارة الحياة البرية.
تصاعد الاستثمار غير المستدام لهذه الأخشاب الصلبة الاستوائية -وخاصة خشب الورد من منطقة سافا- بشكل ملحوظ منذ بداية الأزمة السياسية في مدغشقر عام 2009. انهال آلاف الخشابين المدغشقريين ذوي الأجور الضعيفة على الحدائق الوطنية -وخاصة في الشمال الشرقي- لبناء الطرق وإنشاء معسكرات قطع الأشجار وقطع أصعب الأشجار للوصول إلى أشجار خشب الورد. تتباهى الأنشطة غير القانونية علانية بذلك، نزلت الميليشيات المسلحة إلى القرى المحلية، إذ تقدم مافيا خشب الورد الرشاوى بسهولة إلى المسؤولين الحكوميين، وتشتري تصاريح التصدير بسلالة. تُمول هذه العمليات غير القانونية جزئيًا عن طريق الدفع المُسبق للشحنات المستقبلية (تُمول من قبل المغتربين والمستوردين الصينيين) وقروض البنوك الدولية الكبيرة. يزداد الطلب غالبًا من قبل الطبقة الصينية المتوسطة المتزايدة ورغبتها في اقتناء أثاث غريب إمبراطوري الشكل. لعب أيضًا الطلب الأوروبي والأمريكي على الآلات الموسيقية الراقية والأثاث دورًا في ذلك. فرضت الرقابة العامة مع ذلك ضغوطًا كبيرة على شركات الشحن العاملة في التجارة، وبدأت الولايات المتحدة في تطبيق قانون لاسي عن طريق التحقيق مع الشركات المشتبه في تورطها في التجارة غير القانونية لأخشاب مدغشقر الثمينة.
تسبب قطع أشجار الغابات الاستوائية المطيرة في مدغشقر في العديد من الآثار الثانوية، بالإضافة إلى خطر نفاد الأشجار النادرة والمتوطنة. انزعج السكان، وبدأ التنقيب غير القانوني، التفت السكان المحليون إلى الغابات باحثين عن الموارد في يأس، وتصاعد الصيد الجائر للحياة البرية المهددة بالانقراض. أُسر الليمور، مجموعة من الحيوانات الأكثر شهرة على الجزيرة، بسبب تجارة الحيوانات الأليفة الغريبة فضلاً عن قتلها من أجل الطعام. استُهدفت أكثر الأنواع المهددة بالانقراض بشدة، لتلبية الطلب المتزايد في البداية على الأطعمة الشهية في المطاعم الراقية. عانى القرويون المحليون أيضًا من تدهور السياحة بشكل حاد أو توقفها بشكل كلي تقريبًا. لجأ البعض إلى العمل كخشابين للحصول على الحد الأدنى من الأجور، بينما أعلن آخرون أنهم ضده، وكثيرًا ما تلقوا تهديدات بالقتل من مافيا خشب الورد في المقابل.

## التاريخ
تُعد مدغشقر واحدة من أفقر الدول في العالم، بسبب اتسامها بالبنية التحتية المتهدمة وعدم ملاءمة الرعاية الصحية وأنظمة التعليم. تطور الاقتصاد غير الرسمي الكبير لاستيعاب الاقتصاد الرسمي نظرًا لافتقار الوظائف به. يُعد أحد أهم مكونات هذا الاقتصاد هو قطع الأشجار غير القانوني، خاصة الأخشاب الصلبة القيمة والكثيفة المعروفة باسم خشب الورد وخشب الأبنوس.
يتميز خشب الورد (من عائلة القرنيات) باللون الأحمر اللامع الداكن، في حين يحتوي خشب الأبنوس (من عائلة الأبنوسيات) على حبة خشبية ناعمة داكنة وثقيلة. يتضمن خشب الورد المدغشقري دلبيرجيا باروني ودلبيرجيا لوفيلي و»الخشب الباليساندري« ودلبيرجيا المدغشقرية (التي تفتقر إلى اللون الأحمر المميز). توجد هذه الأنواع النادرة والمتوطنة بشكل أساسي في منطقة سافا والمناظر الطبيعية لماكيرا-ماسوالا في مدغشقر. استُنزفت هذه المصادر، على الرغم من استخدام أنواع خشب الورد من بلدان أخرى بشكل تقليدي في الآلات الموسيقية الراقية والأثاث، ما جعل مدغشقر واحدة من المصادر الرئيسية. من ناحية أخرى، ينتمي الأبنوس إلى الديوسبيروسات وهو نوع استوائي كبير غالبًا. تنمو الأنواع النادرة والمتوطنة من خشب الأبنوس في الأصل في الجزء الشمالي الغربي من مدغشقر، ولكن ينمو بعضها أيضًا في منتزهي ماروجيجي وماسوالا الوطنية. ينمو كلا النوعين ببطء، ويستغرق ما يصل إلى 300 عام أو أكثر للوصول إلى مرحلة النضج.
أصبح استخدام هذه الأخشاب الصلبة النادرة من قبل السكان المحليين محدودًا ومستدامًا، على عكس الاستغلال غير المستدام لعملية قطع الأشجار غير القانونية والمُصدق عليها من قبل الحكومة للأسواق الدولية. يمكن تتبع عملية قطع أشجار خشب الورد وخشب الأبنوس في مدغشقر منذ أكثر من عشرين عامًا قبل الأزمة السياسية في مدغشقر عام 2009. لم تشهد غابات الجزيرة حتى وقت قريب مستويات قطع للأشجار الكثيفة التي شُوهدت في بلدان مثل ماليزيا أو إندونيسيا بسبب صغر حجم أشجارها وتضاريسها الصعبة والسياسات الوطنية التي تُفضل العمليات الصغيرة المُـتحكم بها محليًا. شُرعت قوانين الغابات منذ الستينيات على الأقل، ونظمت الدولة عملية قطع الأشجار التجارية. اقتلع الخشابون الحرفيون لعقود من الزمن الأشجار عالية القيمة من معظم الغابات المتبقية في الجزيرة. سُمح بعملية قطع الأشجار في القسم الشمالي من منطقة زومبيستي المحمية، بين عامي 1974 و1980. حصلت شركة قطع أشجار في سبعينيات القرن العشرين على تصريح من الولاية لحصد الأخشاب الصلبة الثمينة المُنتقاة بعناية من غابة آهيرا المحظورة، والتي استمرت بشكل قانوني حتى أصبحت جميع الأشجار قيمة الحجم نادرة تجاريًا. ومع ذلك، بدأ قطع الأشجار غير القانوني عندما تلاعب القادة المحليون مع الخشابين المتبقين لمواصلة الاقتلاع على نطاق أصغر لمصلحتهم الخاصة.
مُنع قطع الأشجار غير القانوني للحصول على الأخشاب الثمينة من المناطق الحساسة (مثل الحدائق الوطنية) والمناطق المجاورة لها في نوفمبر 2000 مع صدور القرار 12704/2000. عُدل القانون بعد ذلك عدة مرات بسبب تذبذب القرارات والمذكرات بين سماح ومنع تصدير الأخشاب الناتجة عن قطع الأشجار والأخشاب شبه الجاهزة (أي الألواح الخشبية) و/ أو الخشب النهائي (أي الأثاث)، تكرر المنع الصريح لقطع الأشجار طبقًا لأحد القرارات الوزارية المشتركة 16030/2006 (سبتمبر 2006). هاجمت مجموعات حماية البيئة هذا القرار، لأن أيًا من هذه القرارات ليست له أسبقية على القرار الأصلي الصادر في عام 2000، ولكنها مجرد »حجة شرعية« لتصدير الأخشاب الثمينة التي قُطعت من الأشجار بشكل غير قانوني، واعتبرت جميع عمليات قطع الأشجار والصادرات الحديثة بمثابة جرائم جنائية. فُرضت غرامات على العاملين فقط حتى الآن، ونادرًا ما صُودرت الأخشاب، وسُمح بالصادرات، وتسارعت عملية قطع الأشجار، خاصة بقرب نهاية العقد.